# 秋田県第3区
秋田県第3区（あきたけんだい3く）は、日本の衆議院議員総選挙における選挙区。1994年（平成6年）の公職選挙法改正で設置。

## 区域
2013年（平成25年）公職選挙法改正以降の区域は以下のとおりである。区域は旧秋田2区と同一であり、現在は本州で岩手県第2区、福島県第3区に次いで3番目に面積が広い小選挙区である。
- 横手市
- 湯沢市
- 由利本荘市
- 大仙市
- にかほ市
- 仙北市
- 仙北郡
- 雄勝郡

1994年（平成6年）公職選挙法改正から2013年の小選挙区改定までの区域は以下のとおりである。
- 横手市
- 本荘市
- 湯沢市
- 大曲市
- 由利郡
- 仙北郡
- 平鹿郡
- 雄勝郡

## 歴史
内閣官房長官などを歴任した村岡兼造と、御法川英文がコスタリカ方式を取っていたが、2003年に御法川英が死去したことによりコスタリカ方式が解消されたと判断し、村岡が小選挙区で出馬した。それに対し、御法川側が反発して長男の御法川信英を擁立し、弔い合戦という形になり、村岡は落選した。
その後、村岡は日歯連闇献金事件にて在宅起訴となり、2005年の総選挙には村岡の次男である敏英が後継として無所属で立候補したが、御法川信が再選された。2009年も自民党の御法川信と無所属(※この時は自民党籍あり)の村岡敏という構図となったが、自民党への逆風が影響して共倒れし、民主党の京野公子が初当選した。2012年は一転して民主党への逆風となって御法川が小選挙区で返り咲き、日本維新の会入りしていた村岡敏が比例復活で初当選したが、民主党を離党して日本未来の党入りした京野は新たに民主党公認となった三井マリ子と共に落選した。2005～12年にかけては御法川・村岡敏・京野の3人での争いとなっていた（地盤は村岡敏が本荘由利、御法川信が大曲仙北、京野が湯沢雄勝で、元代議士の笹山登生および、1区選出の寺田学の出身地である横手市は空白域）。
2014年の衆院選でも御法川信が当選したが、村岡敏が前回よりも票数を伸ばして再び比例復活を果たした。
2017年の衆院選では御法川信・村岡敏共に票を伸ばしたが、御法川が当選。村岡敏は所属する希望の党が伸び悩んだこともあり比例復活もできず落選した。
2021年の衆院選では村岡敏が立候補を見送り、御法川信が日本共産党の候補を大差で破り当選した。
2024年の衆院選では村岡敏は国民民主党の公認候補として出馬。立憲民主党や共産党も候補者を擁立する野党乱立の中、自民党の裏金問題もあって御法川信を初めて破り、村岡家としても父兼造以来24年ぶりの小選挙区当選を果たした（御法川信も比例復活当選）。

## 小選挙区選出議員
| 選挙名                 | 年     | 当選者     | 党派       |
| ---------------------- | ------ | ---------- | ---------- |
| 第41回衆議院議員総選挙 | 1996年 | 村岡兼造   | 自由民主党 |
| 第42回衆議院議員総選挙 | 2000年 | 村岡兼造   | 自由民主党 |
| 第43回衆議院議員総選挙 | 2003年 | 御法川信英 | 無所属     |
| 第44回衆議院議員総選挙 | 2005年 | 御法川信英 | 自由民主党 |
| 第45回衆議院議員総選挙 | 2009年 | 京野公子   | 民主党     |
| 第46回衆議院議員総選挙 | 2012年 | 御法川信英 | 自由民主党 |
| 第47回衆議院議員総選挙 | 2014年 | 御法川信英 | 自由民主党 |
| 第48回衆議院議員総選挙 | 2017年 | 御法川信英 | 自由民主党 |
| 第49回衆議院議員総選挙 | 2021年 | 御法川信英 | 自由民主党 |
| 第50回衆議院議員総選挙 | 2024年 | 村岡敏英   | 国民民主党 |

## 選挙結果
時の内閣：第1次石破内閣 解散日：2024年10月9日 公示日：2024年10月15日
当日有権者数：30万4066人 最終投票率：61.60%（前回比：5.71%） （全国投票率：53.85%（2.08%））
| 当落 | 候補者名   | 年齢 | 所属党派   | 新旧 | 得票数   | 得票率 | 惜敗率 | 推薦・支持 | 重複 |
| ---- | ---------- | ---- | ---------- | ---- | -------- | ------ | ------ | ---------- | ---- |
| 当   | 村岡敏英   | 64   | 国民民主党 | 元   | 83,001票 | 45.03% | ――     |            | ○    |
| 比当 | 御法川信英 | 60   | 自由民主党 | 前   | 74,722票 | 40.54% | 90.03% | 公明党推薦 | ○    |
|      | 小川幾代   | 39   | 立憲民主党 | 新   | 22,043票 | 11.96% | 26.56% |            | ○    |
|      | 藤田和久   | 75   | 日本共産党 | 新   | 4,562票  | 2.47%  | 5.50%  |            |      |

時の内閣：第1次岸田内閣 解散日：2021年10月14日 公示日：2021年10月19日
当日有権者数：32万409人 最終投票率：55.89%（前回比：8.33%） （全国投票率：55.93%（2.25%））
| 当落 | 候補者名   | 年齢 | 所属党派   | 新旧 | 得票数    | 得票率 | 惜敗率 | 推薦・支持 | 重複 |
| ---- | ---------- | ---- | ---------- | ---- | --------- | ------ | ------ | ---------- | ---- |
| 当   | 御法川信英 | 57   | 自由民主党 | 前   | 134,734票 | 77.95% | ――     | 公明党推薦 | ○    |
|      | 杉山彰     | 55   | 日本共産党 | 新   | 38,118票  | 22.05% | 28.29% |            |      |

時の内閣：第3次安倍第3次改造内閣 解散日：2017年9月28日 公示日：2017年10月10日
当日有権者数：34万190人 最終投票率：64.22%（前回比：6.14%） （全国投票率：53.68%（1.02%））
| 当落 | 候補者名   | 年齢 | 所属党派   | 新旧 | 得票数    | 得票率 | 惜敗率 | 推薦・支持 | 重複 |
| ---- | ---------- | ---- | ---------- | ---- | --------- | ------ | ------ | ---------- | ---- |
| 当   | 御法川信英 | 53   | 自由民主党 | 前   | 107,432票 | 50.57% | ――     | 公明党     | ○    |
|      | 村岡敏英   | 57   | 希望の党   | 前   | 93,746票  | 44.13% | 87.26% |            | ○    |
|      | 冨岡昭     | 67   | 日本共産党 | 新   | 11,274票  | 5.31%  | 10.49% |            |      |

- 村岡は第26回参議院議員通常選挙に秋田県選挙区から無所属（国民民主党推薦）で立候補し、落選。

時の内閣：第2次安倍改造内閣 解散日：2014年11月21日 公示日：2014年12月2日
当日有権者数：34万6644人 最終投票率：58.08%（前回比：7.56%） （全国投票率：52.66%（6.66%））
| 当落 | 候補者名   | 年齢 | 所属党派   | 新旧 | 得票数   | 得票率 | 惜敗率 | 推薦・支持 | 重複 |
| ---- | ---------- | ---- | ---------- | ---- | -------- | ------ | ------ | ---------- | ---- |
| 当   | 御法川信英 | 50   | 自由民主党 | 前   | 94,096票 | 47.79% | ――     | 公明党     | ○    |
| 比当 | 村岡敏英   | 54   | 維新の党   | 前   | 88,483票 | 44.94% | 94.03% |            | ○    |
|      | 我妻桂子   | 60   | 日本共産党 | 新   | 14,333票 | 7.28%  | 15.23% |            |      |

時の内閣：野田第3次改造内閣 解散日：2012年11月16日 公示日：2012年12月4日
当日有権者数：35万4501人 最終投票率：65.64%（前回比：10.06%） （全国投票率：59.32%（9.96%））
| 当落 | 候補者名     | 年齢 | 所属党派     | 新旧 | 得票数   | 得票率 | 惜敗率 | 推薦・支持 | 重複 |
| ---- | ------------ | ---- | ------------ | ---- | -------- | ------ | ------ | ---------- | ---- |
| 当   | 御法川信英   | 48   | 自由民主党   | 元   | 97,164票 | 42.68% | ――     |            | ○    |
| 比当 | 村岡敏英     | 52   | 日本維新の会 | 新   | 74,422票 | 32.69% | 76.59% |            | ○    |
|      | 京野公子     | 62   | 日本未来の党 | 前   | 25,185票 | 11.06% | 25.92% | 新党大地   | ○    |
|      | 三井マリ子   | 64   | 民主党       | 新   | 23,665票 | 10.40% | 24.36% | 国民新党   | ○    |
|      | 佐藤長右衛門 | 68   | 日本共産党   | 新   | 7,211票  | 3.17%  | 7.42%  |            |      |

時の内閣：麻生内閣 解散日：2009年7月21日 公示日：2009年8月18日
当日有権者数：36万5951人 最終投票率：75.70%（前回比：1.07%） （全国投票率：69.28%（1.77%））
| 当落 | 候補者名   | 年齢 | 所属党派   | 新旧 | 得票数    | 得票率 | 惜敗率 | 推薦・支持 | 重複 |
| ---- | ---------- | ---- | ---------- | ---- | --------- | ------ | ------ | ---------- | ---- |
| 当   | 京野公子   | 59   | 民主党     | 新   | 101,777票 | 37.42% | ――     |            | ○    |
|      | 御法川信英 | 45   | 自由民主党 | 前   | 90,575票  | 33.30% | 88.99% |            | ○    |
|      | 村岡敏英   | 49   | 無所属     | 新   | 76,787票  | 28.23% | 75.45% |            | ×    |
|      | 西本篤     | 39   | 幸福実現党 | 新   | 2,847票   | 1.05%  | 2.80%  |            |      |

- 村岡は平沼グループ所属。第22回参議院議員選挙では比例区からたちあがれ日本公認で立候補し、落選。

時の内閣：第2次小泉改造内閣 解散日：2005年8月8日 公示日：2005年8月30日
当日有権者数：37万7644人 最終投票率：74.63%（前回比：2.45%） （全国投票率：67.51%（7.65%））
| 当落 | 候補者名   | 年齢 | 所属党派   | 新旧 | 得票数    | 得票率 | 惜敗率 | 推薦・支持 | 重複 |
| ---- | ---------- | ---- | ---------- | ---- | --------- | ------ | ------ | ---------- | ---- |
| 当   | 御法川信英 | 41   | 自由民主党 | 前   | 114,228票 | 41.32% | ――     |            | ○    |
|      | 京野公子   | 55   | 民主党     | 新   | 82,480票  | 29.83% | 72.21% |            | ○    |
|      | 村岡敏英   | 45   | 無所属     | 新   | 79,759票  | 28.85% | 69.82% |            | ×    |

時の内閣：第1次小泉第2次改造内閣 解散日：2003年10月10日 公示日：2003年10月28日
当日有権者数：38万698人 最終投票率：72.18% （全国投票率：59.86%（2.63%））
| 当落 | 候補者名   | 年齢 | 所属党派   | 新旧 | 得票数    | 得票率 | 惜敗率 | 推薦・支持 | 重複 |
| ---- | ---------- | ---- | ---------- | ---- | --------- | ------ | ------ | ---------- | ---- |
| 当   | 御法川信英 | 39   | 無所属     | 新   | 133,981票 | 49.68% | ――     |            | ×    |
|      | 村岡兼造   | 72   | 自由民主党 | 前   | 117,453票 | 43.55% | 87.66% |            | ○    |
|      | 我妻桂子   | 49   | 日本共産党 | 新   | 18,276票  | 6.78%  | 13.64% |            |      |

時の内閣：第1次森内閣 解散日：2000年6月2日 公示日：2000年6月13日 （全国投票率：62.49%（2.84%））
| 当落 | 候補者名 | 年齢 | 所属党派   | 新旧 | 得票数    | 得票率 | 惜敗率 | 推薦・支持 | 重複 |
| ---- | -------- | ---- | ---------- | ---- | --------- | ------ | ------ | ---------- | ---- |
| 当   | 村岡兼造 | 68   | 自由民主党 | 前   | 170,176票 | 63.00% | ――     |            | ○    |
|      | 中島達郎 | 59   | 民主党     | 新   | 45,572票  | 16.87% | 26.78% |            | ○    |
|      | 笹山登生 | 59   | 自由党     | 前   | 37,876票  | 14.02% | 22.26% |            | ○    |
|      | 和賀正雄 | 51   | 日本共産党 | 新   | 16,517票  | 6.11%  | 9.71%  |            |      |

- 笹山は、前回比例東北ブロック単独立候補での当選であった。

時の内閣：第1次橋本内閣 解散日：1996年9月27日 公示日：1996年10月8日 （全国投票率：59.65%（8.11%））
| 当落 | 候補者名 | 年齢 | 所属党派   | 新旧 | 得票数    | 得票率 | 惜敗率 | 推薦・支持 | 重複 |
| ---- | -------- | ---- | ---------- | ---- | --------- | ------ | ------ | ---------- | ---- |
| 当   | 村岡兼造 | 65   | 自由民主党 | 前   | 150,956票 | 57.89% | ――     |            | ○    |
|      | 寺田創   | 25   | 新進党     | 新   | 85,390票  | 32.75% | 56.57% |            |      |
|      | 藤井利夫 | 66   | 日本共産党 | 新   | 24,405票  | 9.36%  | 16.17% |            |      |